# Latoya Brulee
Latoya Brulee, née le 9 décembre 1988 à Eeklo, est une coureuse cycliste belge.

## Biographie

### Carrière
Elle termine 24e en 2011 et 26e en 2013 des championnats du monde du contre-la-montre.

## Palmarès
- 2007
  - Veurne-Bulskamp
- 2008
  - Sinaai
- 2009
  - Draai rond de Kraai
  - Heusden-Zolder (contre-la-montre)
  - Borlo (contre-la-montre)
  - 2e du championnat de Belgique sur route[2]
  - 2e du championnat de Belgique du contre-la-montre[3]
  - 9e du championnat d'Europe sur route espoirs contre-la-montre[4]
- 2010
  - 3e du championnat de Belgique du contre-la-montre[5]
  - 5e du championnat d'Europe sur route espoirs contre-la-montre[4]
- 2012
  - Rotselaar
- 2013
  - 7e de Gent-Wevelgem[4]

### Grands tours

#### Tour d'Italie
- 2011 : 100e